# Feliks Pławicki
Feliks Pławicki (ur. w 1834, zm. ok. 1925 we Lwowie) – kapitan armii Austro-Węgier, inicjator powołania w sierpniu 1873 Towarzystwa Tatrzańskiego, właściciel w latach 1880-1905 części uzdrowiska w Szczawnicy. W 1896 sprzedał połowę szczawnickich dóbr tabularnych hrabinie Idzie Lasockiej., w latach 1877-1889 poseł do Sejmu Krajowego Galicji IV i V kadencji.
W Sejmie Krajowym Galicji reprezentował IV kurię Okręg Nowy Targ-Krościenko. Starał się o rozwój gospodarki rybnej w powiecie nowotarskim, interweniował w sprawie dróg i szkolnictwa na Podhalu, w 1882 postulował stworzenie tam pierwszego gimnazjum w Nowym Targu, wyjednywał stypendia dla Podhalan na studia wyższe. W 1893 uczestniczył w zebraniu założycielskim Oddziału Pienińskiego Towarzystwa Tatrzańskiego w Szczawnicy. Od około 1897 był wydziałowym I Galicyjskiego Towarzystwa Ochrony Zwierząt we Lwowie.